# Мухтаров, Мухтар Бадирханович
Мухта́р Бадирха́нович Мухта́ров (каз. Мұхтар Бадірқанұлы Мұхтаров; 6 января 1986, Ленкорань, Азербайджанская ССР) — казахстанский футболист, защитник.

## Карьера

### Клубная
Воспитанник ЮК ОК СДЮСШОР. Первый тренер — Юрий Савин. В 2003 и 2004 году играл в Южной зоне Первой лиги Казахстана за дубль шымкентского «Ордабасы». С 2005 года является игроком первой команды. В 2011 году стал автором единственного гола в финальном матче Кубка Казахстана против костанайского «Тобола», принеся первый трофей своей родной команде. В январе 2012 года перешёл в клуб «Астана». В июле 2012 года вернулся в «Ордабасы».

### Сборная
В 2006 году сыграл 3 игры за национальную сборную Казахстан на международном турнире Кубок Короля в Таиланде. В 2011 году вернулся в первую команду страны, в которой на сегодняшний день провел 6 матчей.

## Достижения

### Командные
- Обладатель Кубка Казахстана: 2011
- Финалист Кубка Казахстана: 2007

### Личные
- В списке 33 лучших футболистов казахстанской Премьер-Лиги: 2011[6]

## Личная жизнь
Имеет турецкое происхождение. Сына назвал в честь турецкого футболиста Арда Турана.